# 튀르키예의 키프로스 침공
튀르키예의 키프로스 침공(그리스어: Τουρκική εισβολή στην Κύπρο)은 그리스 군사 정권이 1974년 7월 15일에 에노시스 운동파 군인들을 조종해 키프로스에서 쿠데타를 일으키자, 튀르키예가 5일 후인 7월 20일에 키프로스를 침공한 사건이다.
이 사건으로 인해 키프로스섬의 북부(섬 전체 면적의 약 36%)가 튀르키예에 점령된 후 북키프로스로 분리되었다. 튀르키예에서는 이 사건을 키프로스 평화 작전(튀르키예어: Kıbrıs Barış Harekâtı)이라고 부른다.

## 배경과 전개
키프로스는 1570년 오스만 제국에 정복되어 오스만 제국의 통치를 받아 왔다. 그러다가 1878년에 베를린 회의의 결과로 영국에 조차(租借)되었고, 제1차 세계 대전에 오스만 제국이 동맹국으로 참전하자 적국이었던 영국은 1914년 11월 5일 키프로스의 완전 합병을 선언하였다. 이는 오스만 제국이 몰락한 후 후계 국가인 튀르키예 공화국이 체결한 로잔 조약에서 재확인되었다.
1960년에 키프로스는 취리히 및 런던 협정에 의해 독립하였지만, 그리스계(주민의 70%)와 튀르키예계(주민의 30%)의 민족 갈등으로 국제 연합군이 주둔하는 등 분쟁이 심화되었다.
그러던 중 1974년 7월 15일에 그리스 군사 정권이 키프로스를 병합하기 위해 에노시스 운동파 군인들을 조종해 쿠데타를 일으켰고, 당시 키프로스의 대통령이었던 마카리오스 3세가 물러났다. 튀르키예 정부는 이를 강력히 비난하며 영국에 개입을 요구하였으나 개입을 꺼리자, 쿠데타 5일 후인 7월 20일에 1960년의 취리히 및 런던 협정에 따른 키프로스의 헌법 질서를 회복시킨다는 명목으로 키프로스를 침공했다.
튀르키예의 침공 4일 후인 7월 24일에 그리스 군사 정권은 그리스의 내부 반발로 붕괴되었으며, 이후 튀르키예가 1983년에 북키프로스 정권을 세우면서 키프로스 섬은 사실상 2개의 정부로 분단되었다.
이 사건으로 수도 니코시아는 현재도 남북이 분단되어 있으며, 튀르키예의 침공으로 폭파된 니코시아 국제공항은 완전히 폐허가 되고 말았다. 현재 키프로스의 주 관문은 니코시아가 아닌, 동쪽 해안의 라르나카 국제공항이다.

## 같이 보기
- 북키프로스
- 그리스 군사 정권